# Cosa voglio di più
Cosa voglio di più (en italià El que més vull) és una pel·lícula italiana del 2010 dirigida per Silvio Soldini. La pel·lícula es va estrenar als cinemes italians el 30 d'abril de 2010.

## Argument
L'Anna és una jove que treballa en una companyia d'assegurances i manté una relació amb l'Alessio: la seva relació és pacífica i equilibrada i també pensen tenir un fill. L'atzar la reuneix amb Domenico, un calabres que fa temps que s'ha traslladat a Milà, casat i amb dos fills que treballa en una cooperativa de càtering. De seguida neix una relació apassionada entre tots dos, però les seves respectives situacions personals són un obstacle per a la seva unió.

## Repartiment
- Alba Rohrwacher: Anna
- Pierfrancesco Favino: Domenico
- Giuseppe Battiston: Alessio, la parella de l'Anna
- Teresa Saponangelo: Miriam, la dona de Domenico
- Fabio Troiano: Bruno
- Tatiana Lepore: Blanca
- Adriana De Guilmi: mare de l'Anna
- Gigio Alberti: el cap de l'Anna
- Ninni Bruschetta: quiosc de premsa, germà de Domenico
- Clelia Piscitello: la sogra de Domenico
- Carla Chiarelli: Carla
- Bindu De Stoppani: Enrica

## Crítiques
| «                               | "Si en la seva pel·lícula anterior, (...), Soldini feia d'un tema social un problema d'alcova, en Cosa voglio di più, per contra, és capaç d'insinuar en un assumpte passional alguns conflictes latents de diners, de cultura i d'origen." | » |
| — Luciano Monteagudo: Página/12 | |   |

## Reconeixements
- 2010 - Ciak d'oro
  - Millor actriu protagonista a Alba Rohrwacher[5]
- 2010 - Festival de Cinema de Cabourg[6]
  - Grand Prix a Silvio Soldini
- 2010 - Globi d'oro[7]**Nominació al Millor pel·lícula a Fabio Cianchetti
  - Nominació al Millor director a Silvio Soldini
  - Nominació al Millor guió a Doriana Leondeff, Angelo Carbone i Silvio Soldini
  - Nominació al Millor actor a Pierfrancesco Favino
  - Nominació al Millor actriu a Alba Rohrwacher
- 2010 - Nastro d'argento
  - Nominació a la  Millor actriu protagonista a Alba Rohrwacher